# Friedrich August Körnicke
Friedrich August Körnicke, född den 29 januari 1828 i Pratau, död den 16 januari 1908 i Bonn, var en tysk agronom och botaniker.
Auktorsnamnet Körn. kan användas för Friedrich August Körnicke i samband med ett vetenskapligt namn inom botaniken; se Wikipediaartiklar som länkar till auktorsnamnet.